# خلنج فضي
خلنج فضي (الاسم العلمي:Erica argentea) هو نوع من النباتات يتبع جنس الخلنج من الفصيلة الخلنجية.